# 千葉県の川一覧
千葉県の川一覧（ちばけんのかわいちらん）
一級河川・二級河川・準用河川・その他の河川の順に分水界別に掲載。

## 一級水系

### 利根川・印旛沼→新川→花見川（印旛放水路）水系
- 利根川　一級河川
  - 利根運河
  - つくし野川：我孫子市つくし野水源
  - 六軒川・弁天川：手賀沼水路　一級河川
  - 手賀川：手賀沼水路　一級河川
    - 弁天川　一級河川
    - 手賀沼　一級河川
      - 大堀川：柏市正連寺・十余二　流山市東初石・青田水源
      - 大津川：柏市逆井、松戸市高柳新田、鎌ケ谷市初富・串崎新田水源

    - 下手賀川：下手賀沼水路　一級河川
      - 下手賀沼　一級河川
      - 亀成川：印西市草深・滝水源　一級河川
        - 浦部川：印西市浦部・小倉水源　一級河川
          - 和泉川　一級河川

        - 古新田川：印西市別所水源　一級河川
        - 鹿黒川：印西市鹿黒水源　一級河川
        - 大森川　一級河川

  - 長門川(利根川分流)：印旛沼連絡水路
    - 印旛沼　一級河川
    - 将監川
    - 松虫川
    - 鹿島川：千葉県千葉市若葉区・緑区、佐倉市岩富水源　一級河川
      - 小名木川：千葉市若葉区、四街道市小名木水源
      - 弥富川：八街市東吉田・大谷流・小谷流水源
      - 高崎川：富里市立沢・高野水源　一級河川
        - 南部川・勝田川：佐倉市大作・米戸、八街市榎戸・大関水源

    - 江川：成田市公津の杜水源

  - 江戸川(利根川分流)　一級河川
    - 座生川：野田市野田水源
      - 座生川支川

    - 坂川
      - 富士川
      - 新坂川
      - 六間川
      - 横六間川
      - 樋古根川
      - 国分川分水路

    - 真間川(江戸川分流)　一級河川
      - 国分川
        - 春木川

      - 大柏川(真間川支流)　一級河川
        - 根郷川(谷知川)(大柏川支流)　準用河川
        - 二和川（大柏川支流）
        - 派川大柏川(大柏川分流、真間川支流)　一級河川

      - 二俣川(真間川分流)
      - 高谷川 (利根川水系)

    - 旧江戸川(江戸川分流)　一級河川
      - 境川(旧江戸川分流)　準用河川
      - 堀江川
      - 見明川(旧江戸川分流)

  - 小野川
  - 黒部川　一級河川

- 花見川及び新川（印旛放水路）　一級河川
  - 勝田川　一級河川
  - 桑納川　一級河川
    - 花輪川
    - 金堀川
    - 木戸川　準用河川
      - 神保川
      - 三咲川
      - 大穴川

    - 駒込川
    - 坪井川

  - 神崎川
    - 戸神川
    - 鈴身川
    - 二重川　一級河川
      - 志多田川

  - 手繰川
    - 小竹川
      - 井野川
      - 高野川

    - 上手繰川

  - 師戸川
    - 角田川
    - 造谷川

## 二級水系

### 夷隅川水系
- 夷隅川　二級河川
  - 古新田川
  - 西畑川
  - 大野川
  - 落合川
  - 松丸川
  - 神置川
  - 椎木川
  - 江場土川
  - 新川

### 海老川水系
- 海老川　二級河川
  - 花輪川
  - 宮本川
  - 市場川
  - 前原川　準用河川
    - 中野木川　準用河川

  - 飯山満川　二級河川
  - 長津川　準用河川
    - 上長津川
    - 貝塚川　準用河川
    - 向田川
      - 銅谷川

    - 塚田川

  - 北谷津川
    - 金杉川

  - 念田川
    - 宮前川
    - 高根川

### 新川水系
- 新川
  - 軽桶川

### 栗山川水系
- 栗山川　二級河川
  - 借当川
  - 多古橋川
  - 高谷川

### 作田川水系
- 作田川　二級河川
  - 境川 (山武市)
  - 源川

### 一宮川水系
- 一宮川　二級河川
  - 三途川
  - 豊田川
  - 阿久川
  - 鶴枝川
  - 瑞沢川
  - 埴生川

### 都川水系
- 都川　二級河川
  - 坂月川
  - 支川都川
  - 葭川

### 村田川水系
- 村田川　二級河川
  - 瀬又川
  - 支川村田川

### 南白亀川水系
- 南白亀川　二級河川
  - 小中川
  - 赤目川
  - 内谷川

### 加茂川水系
- 加茂川 (千葉県)　二級河川
  - 川音川
  - 銘川
  - 金山川

### 小櫃川水系
- 小櫃川　二級河川
  - 松川
  - 槍水川
  - 武田川
  - 派川武田川
  - 七曲川
  - 御腹川
  - 大森川
  - 笹川

### 養老川水系
- 養老川
  - 夕木川
  - 梅ヶ瀬川
  - 古敷谷川
  - 内田川
  - 平蔵川

### 単独河川
- 猫実川
- 高瀬川
- 谷津川
- 木戸川
- 浜田川
- 小糸川

## 準用河川水系
- 海神川

## 普通河川水系

### 菊田川水系
- 菊田川
  - 田喜野井川
    - 二宮川

  - 三田川
    - 三山川

### 単独河川
- 南海神川

## 未分類
- 鰐川
- 待崎川
- 大風沢川
- 塩田川
  - 新田川
- 真亀川
  - 北幸谷川